# SN 1980N
SN 1980N – supernowa typu Ia odkryta 11 grudnia 1980 roku w galaktyce NGC 1316. Jej maksymalna jasność wynosiła 12,50m.